# Liberazione di san Pietro (Battistello Caracciolo)
La Liberazione di san Pietro è un dipinto olio su tela (310×207 cm) di Battistello Caracciolo eseguito nel 1615 e conservato presso il Pio Monte della Misericordia di Napoli.

## Storia e descrizione
L'incarico della tela fu affidato in un primo momento, nel 1614, a Carlo Sellitto; poi a causa della sua prematura scomparsa (all'età di 33 anni) avvenuta nello stesso anno, la commissione fu girata l'anno seguente per volere di Giovan Battista Manso, promotore del Pio Monte e fondatore dell'Accademia degli Oziosi di Napoli nel 1611, al Caracciolo.
Come testimonia un documento presente negli archivi del Pio Monte, il Caracciolo ricevette dall'istituto un compenso di 100 ducati per la realizzazione dell'opera.
Il dipinto raffigura san Pietro che viene liberato dall'angelo e che incede tra i soldati immersi nel sonno, come riportato negli Atti degli Apostoli 5,19. La scena descrive nell'iconografia l'atto misericordioso del "visitare i carcerati".
Si tratta di uno dei dipinti più importanti del primo Seicento napoletano, tant'è che molti pittori attivi a Napoli nello stesso secolo ne riecheggeranno la composizione. Diversi sono inoltre i richiami stilistici che riconducono l'esecuzione della scena a quella della più complessa Sette opere di Misericordia di Caravaggio che decora l'altare maggiore della stessa chiesa: su tutti spicca il soldato ignudo di spalle in primo piano, coperto da un drappo rosso. Questo particolare della tela del Merisi fu ripetuto da molti pittori di ambito napoletano, come Massimo Stanzione, Francesco Fracanzano, e per l'appunto anche il Battistello.
Si evidenzia un'ambientazione notturna del quadro nella quale spiccano, illuminati da una luce che taglia la scena, i personaggi della storia, i quali mostrano nei loro volti e nei loro aspetti tutto il naturalismo frutto degli influssi caravaggeschi del Caracciolo. Ancora, emerge nello stile l'eleganza di alcuni passaggi e certe preziosità materiche riscontrabili nella veste dell'angelo o nell'abito rosso vinato di san Pietro che rammentano effetti consimili di Orazio Gentileschi, la cui bottega fu frequentata dal Battistello durante i suoi viaggi studio romani, e di Cecco del Caravaggio. Infine non mancano citazioni cinquecentesche, come le sentinelle riprese da Raffaello nella sua versione della Liberazione di san Pietro eseguita per la sala di Eliodoro nelle stanze vaticane a Roma.
Secondo alcune indagini più recenti, inoltre, parte della critica ritiene possibile ricondurre la composizione del dipinto del Caracciolo ad un'altra tela eseguita da Caravaggio per la chiesa di Sant'Anna dei Lombardi, poi perduta a causa del terremoto del 1805 che ha distrutto l'intero complesso religioso. La tela del Merisi infatti, che riprendeva infatti la scena della Resurrezione di Cristo, fu descritta dall'incisore Charles-Nicolas Cochin durante il suo viaggio a Napoli di metà Settecento, asserendo che: «[...] è un'immagine davvero singolare. Il Cristo non è in aria, cammina attraverso le guardie, tra i soldati di fronte alla sua tomba e questo dà un'idea bassa della Resurrezione e la fa assomigliare a un colpevole che scappi dai suoi carcerieri».